# Tha Blue Carpet Treatment
Tha Blue Carpet Treatment es el octavo álbum como solista del rapero Snoop Dogg. Salió a la venta el 21 de noviembre de 2006, editado por Geffen Records.

## Lista de canciones
- "Intrology" (Feat. George Clinton)
- "Think About It"
- "Crazy" (Feat. Nate Dogg)
- "Vato" (Feat. B-Real)
- "That's That" (Feat. R. Kelly)
- "Candy (Drippin' Like Water)" (Feat. E-40, MC Eiht, Goldie Loc & Tha Dogg Pound)
- "Get a Light" (Feat. Damian Marley)
- "Gangbangin' 101" (Feat. The Game)
- "Boss' Life" (Feat. Akon)
- "L.A.X." (Feat. Ice Cube)
- "10 Lil' Crips"
- "Round Here"
- "A Bitch I Knew" (Feat. Traci Nelson)
- "Like This" (Feat. Westurn Union, Latoiya Williams & Raul Midón)
- "Which One of You" (Feat. Nine Inch Dix)
- "I Wanna Fuck You" (Feat. Akon)
- "Psst!" (Feat. Jamie Foxx)
- "Beat Up on Yo' Pads"
- "Don't Stop" (Feat. Kurupt, Mc Eiht, Goldie Loc & Kam)
- "Imagine" (Feat. Dr. Dre & D'Angelo)
- "Conversations" (Feat. Stevie Wonder & Azuré)

## Sencillos
| Información |
| --- |
| "Vato" (featuring B-Real) - Released: August 15, 2006 - Chart positions: #85 (U.S.R&B), #55 (AUS)                                                    |
| "That's That Shit" (featuring R. Kelly) - Released: October 10, 2006 - Chart positions: #20 (U.S.), #38 (U.K.)                                       |
| "Candy (Drippin' Like Water)" (feat. E-40, Daz, Kurupt, MC Eiht and Goldie Loc) - Released: December 12, 2006 - Chart positions: (promotional video) |
| "I Wanna Fuck You" (featuring Akon) - Released: September 13, 2006 - Chart positions: #1 (U.S.), #3 (U.K.)                                           |
| "Imagine" (featuring Dr. Dre & D'Angelo) - Released: January, 2007 - Chart positions: #107 (U.S. R&B)                                                |
| "Boss' Life" (featuring Nate Dogg) - Released: April 10, 2007 - Chart positions: #65 (U.S. R&B)                                                      |

## Posicionamiento
| Listas (2006)             | Posiciones    |
| ------------------------- | ------------- |
| U.S. Billboard 200        | 5             |
| Top R&B / Hip-hop Albums  | 2             |
| No Top 40                 | 18            |
| UK Top 75                 | 47            |
| AUS Top 100               | 56            |
| Germany Top 100           | 41            |
| Austria Top 75            | 48            |
| Switzerland Top 100       | 12            |
| New Zealand Top 50        | 20            |
| Canada Top 50             | 10            |
| Canada R&B                | 2             |
| European albums           | 28            |
| Irish chart               | 56            |
| Netherlands Mega Top 100  | 53            |
| French album sales        | 8             |
| Brazilian sales           | (1000 copies) |
| Italy albums ACNielsen    | 57            |
| Poland album chart        | 67            |
| Hungary album sales chart | 79            |

## Ventas
| Posición          | 5       | 12      | 28      | 38      | 38      | 26      | 26      | 30      | 28      | 36      | 49      | 59      | 73      | 68      | 70      | 89      | 116     | 127     | 163     | 200 | 199          |
| Ventas por semana | 264,171 | 90,338  | 69,016  | 65,145  | 97,722  | 49,847  | 31,356  | 23,202  | 21,976  | 19,323  | 18,173  | 16,333  | 14,963  | 12,593  | 11,897  | 9,332   | 7,137   | 6,961   | 5,562   |     |              |
| Total             | 264,171 | 355,092 | 424,107 | 489,252 | 586,974 | 636,821 | 668,177 | 691,379 | 713,300 | 732,666 | 750,851 | 767,184 | 782,147 | 794,740 | 806,637 | 815,969 | 823,106 | 830,067 | 835,629 |     | min. 849,000 |

- "My People" (bonus track)
- "Real Talk (R.I.P. Tookie)" (bonus track)